# Campeonato Mundial de Voleibol Masculino Sub-19 de 2025
O Campeonato Mundial de Voleibol Masculino Sub-19 de 2025 foi a 19.ª edição deste torneio bienal juvenil organizado pela Federação Internacional de Voleibol (FIVB). O torneio ocorrerá entre os dias 21 de julho e 3 de agosto e a partir desta edição o número de participantes será de 24 seleções.
A França conquista seu segundo título mundial ao vencer na final a Polônia. E completando o pódio a Espanha derrotou o Irã na disputa pelo bronze. O ponteiro francês Andrej Jokanovic foi nomeado o melhor jogador do certame e também premiado como o melhor em sua função.

## Equipes participantes
| Qualificação                            | Data                    | Sede            | Vagas | Qualificados   | Última participação |
| --------------------------------------- | ----------------------- | --------------- | ----- | -------------- | ------------------- |
| País-sede                               | 19 de setembro de 2024  | Lausanne        | 1     | Uzbequistão    | Estreante           |
| Defesa do título                        | 19 de setembro de 2024  | Lausanne        | 1     | França         | 2023                |
| Campeonato Asiático Sub-18 de 2024      | 21 de julho–4 de agosto | Manama          | 4     | Japão          | 2023                |
| Campeonato Asiático Sub-18 de 2024      | 21 de julho–4 de agosto | Manama          | 4     | Paquistão      | Estreante           |
| Campeonato Asiático Sub-18 de 2024      | 21 de julho–4 de agosto | Manama          | 4     | China          | 2017                |
| Campeonato Asiático Sub-18 de 2024      | 21 de julho–4 de agosto | Manama          | 4     | Irã            | 2023                |
| Campeonato Sul-Americano Sub-19 de 2024 | 31 de julho–4 de agosto | Araguari        | 3     | Argentina      | 2023                |
| Campeonato Sul-Americano Sub-19 de 2024 | 31 de julho–4 de agosto | Araguari        | 3     | Brasil         | 2023                |
| Campeonato Sul-Americano Sub-19 de 2024 | 31 de julho–4 de agosto | Araguari        | 3     | Colômbia       | 2023                |
| Campeonato Africano Sub-19 de 2024      | 24 a 30 de agosto       | Tunis           | 3     | Egito          | 2023                |
| Campeonato Africano Sub-19 de 2024      | 24 a 30 de agosto       | Tunis           | 3     | Tunísia        | 2019                |
| Campeonato Africano Sub-19 de 2024      | 24 a 30 de agosto       | Tunis           | 3     | Argélia        | 2013                |
| Campeonato Europeu Sub-18 de 2024       | 10–21 de julho          | Plovdiv & Sófia | 6     | Itália         | 2023                |
| Campeonato Europeu Sub-18 de 2024       | 10–21 de julho          | Plovdiv & Sófia | 6     | Espanha        | 2011                |
| Campeonato Europeu Sub-18 de 2024       | 10–21 de julho          | Plovdiv & Sófia | 6     | Polônia        | 2021                |
| Campeonato Europeu Sub-18 de 2024       | 10–21 de julho          | Plovdiv & Sófia | 6     | Bélgica        | 2023                |
| Campeonato Europeu Sub-18 de 2024       | 10–21 de julho          | Plovdiv & Sófia | 6     | Finlândia      | 2013                |
| Campeonato Europeu Sub-18 de 2024       | 10–21 de julho          | Plovdiv & Sófia | 6     | Turquia        | 2017                |
| Campeonato NORCECA de 2024              | 14–19 de maio           | Ponce           | 4     | Estados Unidos | 2023                |
| Campeonato NORCECA de 2024              | 14–19 de maio           | Ponce           | 4     | Porto Rico     | 2023                |
| Campeonato NORCECA de 2024              | 14–19 de maio           | Ponce           | 4     | Canadá         | 2005                |
| Campeonato NORCECA de 2024              | 14–19 de maio           | Ponce           | 4     | Cuba           | 2021                |
| Ranking Mundial                         | março de 2024           | Lausana         | 2     | Bulgária       | 2023                |
| Ranking Mundial                         | março de 2024           | Lausana         | 2     | Coreia do Sul  | 2023                |
| Total                                   |                         |                 | 24    |                |                     |

## Locais das partidas
| Tasquente, Usbequistão  | Tasquente, Usbequistão |
| Complexo Esportivo Humo |                        |
| ----------------------- | ---------------------- |
|                         |                        |
| Capacidade: 12 500      |                        |

## Fórmula da disputa
A competição será disputada por 24 seleções mundiais, distribuídas proporcionalmente em quatro grupos, A, B, C e D, todas se enfreando em cada grupo, resultando em 16 times classificados para a disputa das oitavas de final e as demais disputarão as posições do décimo sétimo ao vigésimo lugares
As equipes vencedoras da fase de oitavas de final disputarão as quartas de final e as eliminadas as disputas pelas posições inferiores; já as vencedoras da quartas de final disputarão a semifinal e as eliminadas disputarão do quinto ao oitavo lugares.
As equipes que venceram as semifinais competirão pelo título na grande final e as perdedoras a disputa pelo bronze.

## Sorteio dos grupos
O sorteio dos grupos foi realizado no dia 31 de março em Lausanne, na Suíça, e foi transmitido ao vivo no canal Volleyball World no YouTube.

## Fase de grupos
|  | Qualificados para as oitavas de final             |
|  | Qualificados para as disputas do 17º ao 20º lugar |

- As partidas seguem o horário local (UTC−3).

### Grupo A
Classificação
|     |             |     | Jogos | Jogos | Jogos | Pontos | Pontos | Pontos | Sets | Sets | Sets  |
| Pos | Equipe      | Pts | T     | V     | D     | V      | P      | R      | V    | P    | R     |
| --- | ----------- | --- | ----- | ----- | ----- | ------ | ------ | ------ | ---- | ---- | ----- |
| 1   | Paquistão   | 13  | 5     | 4     | 1     | 401    | 335    | 1.197  | 14   | 3    | 4.667 |
| 2   | Bélgica     | 11  | 5     | 4     | 1     | 409    | 353    | 1.159  | 12   | 6    | 2,000 |
| 3   | Argentina   | 11  | 5     | 4     | 1     | 485    | 455    | 1.066  | 14   | 8    | 1.750 |
| 4   | Uzbequistão | 6   | 5     | 2     | 3     | 338    | 356    | 0.949  | 7    | 9    | 0.778 |
| 5   | Turquia     | 4   | 5     | 1     | 4     | 368    | 421    | 0.874  | 6    | 12   | 0.500 |
| 6   | Porto Rico  | 0   | 5     | 0     | 5     | 297    | 378    | 0.786  | 0    | 15   | 0,000 |

Resultados
| Data   | Hora  |             | Placar |            | Set 1 | Set 2 | Set 3 | Set 4 | Set 5 | Total   | Relatório |
| ------ | ----- | ----------- | ------ | ---------- | ----- | ----- | ----- | ----- | ----- | ------- | --------- |
| 24 jul | 11:00 | Bélgica     | 0–3    | Paquistão  | 19–25 | 17–25 | 22–25 |       |       | 58–75   | Relatório |
| 24 jul | 14:00 | Argentina   | 3–0    | Porto Rico | 25–19 | 25–21 | 25–23 |       |       | 75–63   | Relatório |
| 24 jul | 17:00 | Uzbequistão | 3–0    | Turquia    | 25–22 | 25–19 | 25–17 |       |       | 75–58   | Relatório |
| 25 jul | 11:00 | Bélgica     | 3–0    | Porto Rico | 25–21 | 25–21 | 25–16 |       |       | 75–58   | Relatório |
| 25 jul | 14:00 | Argentina   | 3–2    | Turquia    | 21–25 | 25–23 | 25–22 | 22–25 | 15–12 | 108–107 | Relatório |
| 25 jul | 17:00 | Uzbequistão | 0–3    | Paquistão  | 23–25 | 18–25 | 21–25 |       |       | 62–75   | Relatório |
| 26 jul | 11:00 | Paquistão   | 3–0    | Turquia    | 25–17 | 25–19 | 25–19 |       |       | 75–55   | Relatório |
| 26 jul | 14:00 | Bélgica     | 3–2    | Argentina  | 24–26 | 17–25 | 25–21 | 25–18 | 15–12 | 106–102 | Relatório |
| 26 jul | 17:00 | Uzbequistão | 3–0    | Porto Rico | 25–18 | 25–21 | 25–14 |       |       | 75–53   | Relatório |
| 28 jul | 11:00 | Bélgica     | 3–1    | Turquia    | 25–14 | 20–25 | 25–19 | 25–12 |       | 95–70   | Relatório |
| 28 jul | 14:00 | Porto Rico  | 0–3    | Paquistão  | 20–25 | 20–25 | 15–25 |       |       | 55–75   | Relatório |
| 28 jul | 17:00 | Uzbequistão | 1–3    | Argentina  | 19–25 | 25–20 | 19–25 | 15–25 |       | 78–95   | Relatório |
| 29 jul | 11:00 | Argentina   | 3–2    | Paquistão  | 24–26 | 25–18 | 25–21 | 16–25 | 15–11 | 105–101 | Relatório |
| 29 jul | 14:00 | Porto Rico  | 0–3    | Turquia    | 20–25 | 26–28 | 22–25 |       |       | 68–78   | Relatório |
| 29 jul | 17:00 | Uzbequistão | 0–3    | Bélgica    | 14–25 | 16–25 | 18–25 |       |       | 48–75   | Relatório |

### Grupo B
Classificação
|     |          |     | Jogos | Jogos | Jogos | Pontos | Pontos | Pontos | Sets | Sets | Sets  |
| Pos | Equipe   | Pts | T     | V     | D     | V      | P      | R      | V    | P    | R     |
| --- | -------- | --- | ----- | ----- | ----- | ------ | ------ | ------ | ---- | ---- | ----- |
| 1   | Bulgária | 12  | 5     | 4     | 1     | 406    | 364    | 1.115  | 12   | 5    | 2.400 |
| 2   | França   | 12  | 5     | 4     | 1     | 491    | 425    | 1.155  | 14   | 6    | 2.333 |
| 3   | China    | 11  | 5     | 4     | 1     | 431    | 389    | 1.108  | 13   | 5    | 2.600 |
| 4   | Japão    | 7   | 5     | 2     | 3     | 447    | 440    | 1.016  | 9    | 10   | 0.900 |
| 5   | Argélia  | 3   | 5     | 1     | 4     | 313    | 400    | 0.783  | 3    | 13   | 0.231 |
| 6   | Canadá   | 0   | 5     | 0     | 5     | 381    | 451    | 0.845  | 3    | 15   | 0.200 |

Resultados
| Data   | Hora  |          | Placar |          | Set 1 | Set 2 | Set 3 | Set 4 | Set 5 | Total   | Relatório |
| ------ | ----- | -------- | ------ | -------- | ----- | ----- | ----- | ----- | ----- | ------- | --------- |
| 24 jul | 11:00 | França   | 3–1    | Canadá   | 22–25 | 25–22 | 25–20 | 25–20 |       | 97–87   | Relatório |
| 24 jul | 14:00 | Bulgária | 3–0    | Argélia  | 25–17 | 25–17 | 25–19 |       |       | 75–53   | Relatório |
| 24 jul | 17:00 | Japão    | 0–3    | China    | 25–27 | 26–28 | 15–25 |       |       | 66–80   | Relatório |
| 25 jul | 11:00 | França   | 3–0    | Argélia  | 25–16 | 25–14 | 25–14 |       |       | 75–44   | Relatório |
| 25 jul | 14:00 | Bulgária | 3–1    | China    | 25–17 | 25–23 | 22–25 | 25–19 |       | 97–84   | Relatório |
| 25 jul | 17:00 | Japão    | 3–1    | Canadá   | 27–29 | 25–11 | 25–23 | 25–20 |       | 102–83  | Relatório |
| 26 jul | 11:00 | França   | 2–3    | China    | 35–37 | 22–25 | 25–20 | 25–20 | 12–15 | 119–117 | Relatório |
| 26 jul | 14:00 | Bulgária | 3–1    | Japão    | 25–23 | 27–25 | 20–25 | 25–16 |       | 97–89   | Relatório |
| 26 jul | 17:00 | Argélia  | 3–1    | Canadá   | 19–25 | 28–26 | 30–28 | 25–21 |       | 102–100 | Relatório |
| 28 jul | 11:00 | França   | 3–2    | Japão    | 33–35 | 23–25 | 25–21 | 25–19 | 17–15 | 123–115 | Relatório |
| 28 jul | 14:00 | Bulgária | 3–0    | Canadá   | 25–17 | 25–23 | 25–21 |       |       | 75–61   | Relatório |
| 28 jul | 17:00 | China    | 3–0    | Argélia  | 25–21 | 25–16 | 25–20 |       |       | 75–57   | Relatório |
| 29 jul | 11:00 | França   | 3–0    | Bulgária | 25–18 | 27–25 | 25–19 |       |       | 77–62   | Relatório |
| 29 jul | 14:00 | Japão    | 3–0    | Argélia  | 25–18 | 25–21 | 25–18 |       |       | 75–57   | Relatório |
| 29 jul | 17:00 | China    | 3–0    | Canadá   | 25–20 | 25–17 | 25–13 |       |       | 75–50   | Relatório |

### Grupo C
Classificação
|     |         |     | Jogos | Jogos | Jogos | Pontos | Pontos | Pontos | Sets | Sets | Sets  |
| Pos | Equipe  | Pts | T     | V     | D     | V      | P      | R      | V    | P    | R     |
| --- | ------- | --- | ----- | ----- | ----- | ------ | ------ | ------ | ---- | ---- | ----- |
| 1   | Itália  | 13  | 5     | 4     | 1     | 471    | 388    | 1.214  | 14   | 5    | 2.800 |
| 2   | Espanha | 11  | 5     | 4     | 1     | 472    | 431    | 1.095  | 13   | 7    | 1.857 |
| 3   | Irã     | 9   | 5     | 3     | 2     | 438    | 420    | 1.043  | 12   | 8    | 1.500 |
| 4   | Polônia | 9   | 5     | 3     | 2     | 437    | 422    | 1.036  | 12   | 8    | 1.500 |
| 5   | Egito   | 3   | 5     | 1     | 4     | 340    | 396    | 0.859  | 4    | 12   | 0.333 |
| 6   | Tunísia | 0   | 5     | 0     | 5     | 282    | 383    | 0.736  | 0    | 15   | 0,000 |

| Data   | Hora  |         | Placar |         | Set 1 | Set 2 | Set 3 | Set 4 | Set 5 | Total   | Relatório |
| ------ | ----- | ------- | ------ | ------- | ----- | ----- | ----- | ----- | ----- | ------- | --------- |
| 24 jul | 11:00 | Irã     | 2–3    | Espanha | 22–25 | 25–20 | 23–25 | 25–21 | 12–15 | 107–106 | Relatório |
| 24 jul | 14:00 | Egito   | 3–0    | Tunísia | 25–18 | 30–28 | 28–26 |       |       | 83–72   | Relatório |
| 24 jul | 17:00 | Itália  | 2–3    | Polônia | 25–20 | 22–25 | 22–25 | 25–14 | 18–20 | 112–104 | Relatório |
| 25 jul | 11:00 | Irã     | 3–2    | Polônia | 25–22 | 25–14 | 17–25 | 14–25 | 15–13 | 96–99   | Relatório |
| 25 jul | 14:00 | Egito   | 1–3    | Espanha | 20–25 | 25–23 | 16–25 | 20–25 |       | 81–98   | Relatório |
| 25 jul | 17:00 | Itália  | 3–0    | Tunísia | 25–18 | 25–13 | 25–14 |       |       | 75–45   | Relatório |
| 26 jul | 11:00 | Irã     | 3–0    | Tunísia | 25–20 | 25–15 | 25–20 |       |       | 75–55   | Relatório |
| 26 jul | 14:00 | Polônia | 1–3    | Espanha | 19–25 | 17–25 | 25–20 | 22–25 |       | 83–95   | Relatório |
| 26 jul | 17:00 | Itália  | 3–0    | Egito   | 25–19 | 25–19 | 25–18 |       |       | 75–56   | Relatório |
| 28 jul | 11:00 | Irã     | 3–0    | Egito   | 25–16 | 25–22 | 25–20 |       |       | 75–58   | Relatório |
| 28 jul | 14:00 | Tunísia | 0–3    | Polônia | 19–25 | 21–25 | 17–25 |       |       | 57–75   | Relatório |
| 28 jul | 17:00 | Itália  | 3–1    | Espanha | 22–25 | 31–29 | 25–17 | 29–27 |       | 107–98  | Relatório |
| 29 jul | 11:00 | Egito   | 0–3    | Polônia | 24–26 | 17–25 | 21–25 |       |       | 62–76   | Relatório |
| 29 jul | 14:00 | Tunísia | 0–3    | Espanha | 14–25 | 19–25 | 20–25 |       |       | 53–75   | Relatório |
| 29 jul | 17:00 | Irã     | 1–3    | Itália  | 16–25 | 28–26 | 24–26 | 17–25 |       | 85–102  | Relatório |

### Grupo D
Classificação
|     |                |     | Jogos | Jogos | Jogos | Pontos | Pontos | Pontos | Sets | Sets | Sets  |
| Pos | Equipe         | Pts | T     | V     | D     | V      | P      | R      | V    | P    | R     |
| --- | -------------- | --- | ----- | ----- | ----- | ------ | ------ | ------ | ---- | ---- | ----- |
| 1   | Finlândia      | 14  | 5     | 5     | 0     | 446    | 395    | 1.129  | 15   | 4    | 3.750 |
| 2   | Coreia do Sul  | 10  | 5     | 3     | 2     | 429    | 388    | 1.106  | 12   | 6    | 2,000 |
| 3   | Brasil         | 9   | 5     | 3     | 2     | 348    | 334    | 1.042  | 9    | 6    | 1.500 |
| 4   | Estados Unidos | 8   | 5     | 3     | 2     | 457    | 444    | 1.029  | 10   | 10   | 1,000 |
| 5   | Colômbia       | 3   | 5     | 1     | 4     | 396    | 467    | 0.848  | 6    | 14   | 0.429 |
| 6   | Cuba           | 1   | 5     | 0     | 5     | 371    | 419    | 0.885  | 3    | 15   | 0.200 |

Resultados
| Data   | Hora  |                | Placar |               | Set 1 | Set 2 | Set 3 | Set 4 | Set 5 | Total   | Relatório |
| ------ | ----- | -------------- | ------ | ------------- | ----- | ----- | ----- | ----- | ----- | ------- | --------- |
| 24 jul | 20:00 | Estados Unidos | 1–3    | Finlândia     | 25–17 | 17–25 | 21–25 | 20–25 |       | 83–92   | Relatório |
| 24 jul | 20:00 | Brasil         | 3–0    | Colômbia      | 25–17 | 25–21 | 25–15 |       |       | 75–53   | Relatório |
| 24 jul | 20:00 | Coreia do Sul  | 3–0    | Cuba          | 25–21 | 25–20 | 25–20 |       |       | 75–61   | Relatório |
| 25 jul | 20:00 | Coreia do Sul  | 3–0    | Colômbia      | 25–18 | 25–23 | 25–17 |       |       | 75–58   | Relatório |
| 25 jul | 20:00 | Estados Unidos | 3–1    | Cuba          | 17–25 | 25–19 | 25–15 | 25–21 |       | 92–80   | Relatório |
| 25 jul | 20:00 | Brasil         | 0–3    | Finlândia     | 22–25 | 18–25 | 22–25 |       |       | 62–75   | Relatório |
| 26 jul | 20:00 | Coreia do Sul  | 3–0    | Brasil        | 25–16 | 25–21 | 25–22 |       |       | 75–59   | Relatório |
| 26 jul | 20:00 | Cuba           | 0–3    | Finlândia     | 23–25 | 20–25 | 15–25 |       |       | 58–75   | Relatório |
| 26 jul | 20:00 | Estados Unidos | 3–2    | Colômbia      | 25–19 | 19–25 | 25–18 | 30–32 | 15–9  | 114–103 | Relatório |
| 28 jul | 20:00 | Colômbia       | 3–2    | Cuba          | 26–24 | 25–18 | 16–25 | 17–25 | 16–14 | 100–106 | Relatório |
| 28 jul | 20:00 | Estados Unidos | 0–3    | Brasil        | 21–25 | 22–25 | 22–25 |       |       | 65–75   | Relatório |
| 28 jul | 20:00 | Coreia do Sul  | 2–3    | Finlândia     | 20–25 | 25–14 | 25–20 | 19–25 | 21–23 | 110–107 | Relatório |
| 29 jul | 20:00 | Colômbia       | 1–3    | Finlândia     | 25–22 | 21–25 | 15–25 | 21–25 |       | 82–97   | Relatório |
| 29 jul | 20:00 | Estados Unidos | 3–1    | Coreia do Sul | 25–27 | 28–26 | 25–22 | 25–19 |       | 103–94  | Relatório |
| 29 jul | 20:00 | Brasil         | 3–0    | Cuba          | 25–18 | 27–25 | 25–23 |       |       | 77–66   | Relatório |

## Fase final

### Chaveamento final
- Todos os horários de Tasquente obedecem ao Horário local (UTC+5).

|  | Oitavas-de-final    | Oitavas-de-final    |                     |   | Quartas-de-final | Quartas-de-final |                     |                     | Semifinais | Semifinais |  |  | Final | Final |
|  |                     |                     |                     |   |                  |                  |                     |                     |            |            |  |  |       |       |
|  | 30 de julho – 14:00 |                     |                     |   |                  |                  |                     |                     |            |            |  |  |       |       |
|  |                     |                     |                     |   |                  |                  |                     |                     |            |            |  |  |       |       |
|  | Paquistão           | 2                   |                     |   |                  |                  |                     |                     |            |            |  |  |       |       |
|  | Paquistão           | 2                   | 1 de agosto – 11:00 |   |                  |                  |                     |                     |            |            |  |  |       |       |
|  | Polônia             | 3                   |                     |   |                  |                  |                     |                     |            |            |  |  |       |       |
|  | Polônia             | 3                   | Polônia             | 3 |                  |                  |                     |                     |            |            |  |  |       |       |
|  | 30 de julho – 11:00 |                     | Polônia             | 3 |                  |                  |                     |                     |            |            |  |  |       |       |
|  |                     | Coreia do Sul       | 2                   |   |                  |                  |                     |                     |            |            |  |  |       |       |
|  | Coreia do Sul       | Coreia do Sul       | 2                   | 3 |                  |                  |                     |                     |            |            |  |  |       |       |
|  | Coreia do Sul       |                     | 2 de agosto – 17:00 | 3 |                  |                  |                     |                     |            |            |  |  |       |       |
|  | China               | 0                   |                     |   |                  |                  |                     |                     |            |            |  |  |       |       |
|  | China               | 0                   | Polônia             | 3 |                  |                  |                     |                     |            |            |  |  |       |       |
|  | 30 de julho – 14:00 |                     | Polônia             | 3 |                  |                  |                     |                     |            |            |  |  |       |       |
|  |                     | Espanha             | 0                   |   |                  |                  |                     |                     |            |            |  |  |       |       |
|  | Espanha             | Espanha             | 0                   | 3 |                  |                  |                     |                     |            |            |  |  |       |       |
|  | Espanha             | 1 de agosto – 14:00 |                     | 3 |                  |                  |                     |                     |            |            |  |  |       |       |
|  | Argentina           | 0                   |                     |   |                  |                  |                     |                     |            |            |  |  |       |       |
|  | Argentina           | 0                   | Espanha             | 3 |                  |                  |                     |                     |            |            |  |  |       |       |
|  | 30 de julho – 11:00 |                     | Espanha             | 3 |                  |                  |                     |                     |            |            |  |  |       |       |
|  |                     | Bulgária            | 2                   |   |                  |                  |                     |                     |            |            |  |  |       |       |
|  | Bulgária            | Bulgária            | 2                   | 3 |                  |                  |                     |                     |            |            |  |  |       |       |
|  | Bulgária            |                     | 3 de agosto – 17:00 | 3 |                  |                  |                     |                     |            |            |  |  |       |       |
|  | Estados Unidos      | 2                   |                     |   |                  |                  |                     |                     |            |            |  |  |       |       |
|  | Estados Unidos      | 2                   | Polônia             | 1 |                  |                  |                     |                     |            |            |  |  |       |       |
|  | 30 de julho – 17:00 |                     | Polônia             | 1 |                  |                  |                     |                     |            |            |  |  |       |       |
|  |                     | França              | 3                   |   |                  |                  |                     |                     |            |            |  |  |       |       |
|  | Itália              | França              | 3                   | 3 |                  |                  |                     |                     |            |            |  |  |       |       |
|  | Itália              | 1 de agosto – 17:00 |                     | 3 |                  |                  |                     |                     |            |            |  |  |       |       |
|  | Uzbequistão         | 0                   |                     |   |                  |                  |                     |                     |            |            |  |  |       |       |
|  | Uzbequistão         | 0                   | Itália              | 1 |                  |                  |                     |                     |            |            |  |  |       |       |
|  | 30 de julho – 17:00 |                     | Itália              | 1 |                  |                  |                     |                     |            |            |  |  |       |       |
|  |                     | França              | 3                   |   |                  |                  |                     |                     |            |            |  |  |       |       |
|  | França              | França              | 3                   | 3 |                  |                  |                     |                     |            |            |  |  |       |       |
|  | França              |                     | 2 de agosto – 20:00 | 3 |                  |                  |                     |                     |            |            |  |  |       |       |
|  | Brasil              | 0                   |                     |   |                  |                  |                     |                     |            |            |  |  |       |       |
|  | Brasil              | 0                   | França              | 3 |                  |                  |                     |                     |            |            |  |  |       |       |
|  | 30 de julho – 20:00 |                     | França              | 3 |                  |                  |                     |                     |            |            |  |  |       |       |
|  |                     | Irã                 | 1                   |   | Terceiro Lugar   | Terceiro Lugar   |                     |                     |            |            |  |  |       |       |
|  | Bélgica             | Irã                 | 1                   | 1 | Terceiro Lugar   | Terceiro Lugar   |                     |                     |            |            |  |  |       |       |
|  | Bélgica             | 1 de agosto – 20:00 | 1 de agosto – 20:00 | 1 |                  |                  | 3 de agosto – 20:00 | 3 de agosto – 20:00 |            |            |  |  |       |       |
|  | Irã                 | 1 de agosto – 20:00 | 1 de agosto – 20:00 | 3 |                  |                  | 3 de agosto – 20:00 | 3 de agosto – 20:00 |            |            |  |  |       |       |
|  | Irã                 | Irã                 | 3                   | 3 | Espanha          | 3                |                     |                     |            |            |  |  |       |       |
|  | 30 de julho – 20:00 | Irã                 | 3                   |   | Espanha          | 3                |                     |                     |            |            |  |  |       |       |
|  |                     | Finlândia           | 1                   |   | Irã              | 2                |                     |                     |            |            |  |  |       |       |
|  | Finlândia           | Finlândia           | 1                   | 3 | Irã              | 2                |                     |                     |            |            |  |  |       |       |
|  | Finlândia           |                     |                     | 3 |                  |                  |                     |                     |            |            |  |  |       |       |
|  | Japão               | 0                   |                     |   |                  |                  |                     |                     |            |            |  |  |       |       |
|  | Japão               | 0                   |                     |   |                  |                  |                     |                     |            |            |  |  |       |       |

### Classificação 5º–8º lugar
|  | Classificação 5º–8º lugar | Classificação 5º–8º lugar |   |                     | Definição 5º lugar  | Definição 5º lugar |  |
|  |                           |                           |   |                     |                     |                    |  |
|  | 2 de agosto – 11:00       |                           |   |                     |                     |                    |  |
|  | Coreia do Sul             | 0                         |   |                     |                     |                    |  |
|  | Bulgária                  | 3                         |   |                     |                     |                    |  |
|  |                           |                           |   |                     |                     |                    |  |
|  |                           |                           |   |                     | 3 de agosto – 14:00 |                    |  |
|  |                           |                           |   |                     | Bulgária            | 1                  |  |
|  |                           | Itália                    | 3 |                     |                     |                    |  |
|  |                           |                           |   |                     |                     |                    |  |
|  |                           |                           |   |                     |                     |                    |  |
|  |                           |                           |   |                     | Definição 7º lugar  |                    |  |
|  | 2 de agosto – 14:00       | 2 de agosto – 14:00       |   | 3 de agosto – 11:00 | 3 de agosto – 11:00 |                    |  |
|  | Itália                    | 3                         |   | Coreia do Sul       | 1                   |                    |  |
|  | Finlândia                 | 1                         |   |                     | Finlândia           | 3                  |  |

### Classificação 9º–16º lugar
|  | Classificação 9º–16º lugar | Classificação 9º–16º lugar |                     |   | Classificação 9º–12º lugar | Classificação 9º–12º lugar |  |  | Definição 9º lugar | Definição 9º lugar |
|  |                            |                            |                     |   |                            |                            |  |  |                    |                    |
|  | 1 de agosto – 11:00        |                            |                     |   |                            |                            |  |  |                    |                    |
|  |                            |                            |                     |   |                            |                            |  |  |                    |                    |
|  | Paquistão                  | 0                          |                     |   |                            |                            |  |  |                    |                    |
|  | Paquistão                  | 0                          | 2 de agosto – 17:00 |   |                            |                            |  |  |                    |                    |
|  | China                      | 3                          |                     |   |                            |                            |  |  |                    |                    |
|  | China                      | 3                          | China               | 3 |                            |                            |  |  |                    |                    |
|  | 1 de agosto – 14:00        |                            | China               | 3 |                            |                            |  |  |                    |                    |
|  |                            | Argentina                  | 2                   |   |                            |                            |  |  |                    |                    |
|  | Argentina                  | Argentina                  | 2                   | 3 |                            |                            |  |  |                    |                    |
|  | Argentina                  |                            | 3 de agosto – 20:00 | 3 |                            |                            |  |  |                    |                    |
|  | Estados Unidos             | 2                          |                     |   |                            |                            |  |  |                    |                    |
|  | Estados Unidos             | 2                          | China               | 3 |                            |                            |  |  |                    |                    |
|  | 1 de agosto – 17:00        |                            | China               | 3 |                            |                            |  |  |                    |                    |
|  |                            | Brasil                     | 0                   |   |                            |                            |  |  |                    |                    |
|  | Uzbequistão                | Brasil                     | 0                   | 1 |                            |                            |  |  |                    |                    |
|  | Uzbequistão                | 2 de agosto – 20:00        |                     | 1 |                            |                            |  |  |                    |                    |
|  | Brasil                     | 3                          |                     |   |                            |                            |  |  |                    |                    |
|  | Brasil                     | 3                          | Brasil              | 3 |                            |                            |  |  |                    |                    |
|  | 1 de agosto – 20:00        |                            | Brasil              | 3 |                            |                            |  |  |                    |                    |
|  |                            | Bélgica                    | 1                   |   | Definição 11º lugar        | Definição 11º lugar        |  |  |                    |                    |
|  | Bélgica                    | Bélgica                    | 1                   | 3 | Definição 11º lugar        | Definição 11º lugar        |  |  |                    |                    |
|  | Bélgica                    |                            | 3 de agosto – 17:00 | 3 |                            |                            |  |  |                    |                    |
|  | Japão                      | 2                          |                     |   |                            |                            |  |  |                    |                    |
|  | Japão                      | 2                          | Argentina           | 1 |                            |                            |  |  |                    |                    |
|  |                            |                            |                     |   |                            |                            |  |  |                    |                    |
|  | Bélgica                    | 3                          |                     |   |                            |                            |  |  |                    |                    |
|  | Bélgica                    | 3                          |                     |   |                            |                            |  |  |                    |                    |

### Classificação 13º–16º lugar
|  | Classificação 13º–16º lugar | Classificação 13º–16º lugar |   |                     | Definição 13º lugar | Definição 13º lugar |  |
|  |                             |                             |   |                     |                     |                     |  |
|  | 2 de agosto – 11:00         |                             |   |                     |                     |                     |  |
|  | Paquistão                   | 3                           |   |                     |                     |                     |  |
|  | Estados Unidos              | 1                           |   |                     |                     |                     |  |
|  |                             |                             |   |                     |                     |                     |  |
|  |                             |                             |   |                     | 3 de agosto – 14:00 |                     |  |
|  |                             |                             |   |                     | Paquistão           | 3                   |  |
|  |                             | Uzbequistão                 | 0 |                     |                     |                     |  |
|  |                             |                             |   |                     |                     |                     |  |
|  |                             |                             |   |                     |                     |                     |  |
|  |                             |                             |   |                     | Definição 15º lugar |                     |  |
|  | 2 de agosto – 17:00         | 2 de agosto – 17:00         |   | 3 de agosto – 11:00 | 3 de agosto – 11:00 |                     |  |
|  | Uzbequistão                 | 3                           |   | Estados Unidos      | 3                   |                     |  |
|  | Japão                       | 1                           |   |                     | Japão               | 2                   |  |

### Classificação do 17º ao 24º lugares
|  | Classificação 17º–24º lugar | Classificação 17º–24º lugar |                     |   | Classificação 17º–20º lugar | Classificação 17º–20º lugar |  |  | Definição 17º lugar | Definição 17º lugar |
|  |                             |                             |                     |   |                             |                             |  |  |                     |                     |
|  | 30 de julho – 11:00         |                             |                     |   |                             |                             |  |  |                     |                     |
|  |                             |                             |                     |   |                             |                             |  |  |                     |                     |
|  | Turquia                     | 3                           |                     |   |                             |                             |  |  |                     |                     |
|  | Turquia                     | 3                           | 1 de agosto – 17:00 |   |                             |                             |  |  |                     |                     |
|  | Tunísia                     | 2                           |                     |   |                             |                             |  |  |                     |                     |
|  | Tunísia                     | 2                           | Turquia             | 0 |                             |                             |  |  |                     |                     |
|  | 30 de julho – 11:00         |                             | Turquia             | 0 |                             |                             |  |  |                     |                     |
|  |                             | Cuba                        | 3                   |   |                             |                             |  |  |                     |                     |
|  | Argélia                     | Cuba                        | 3                   | 0 |                             |                             |  |  |                     |                     |
|  | Argélia                     |                             | 2 de agosto – 20:00 | 0 |                             |                             |  |  |                     |                     |
|  | Cuba                        | 3                           |                     |   |                             |                             |  |  |                     |                     |
|  | Cuba                        | 3                           | Cuba                | 3 |                             |                             |  |  |                     |                     |
|  | 30 de julho – 17:00         |                             | Cuba                | 3 |                             |                             |  |  |                     |                     |
|  |                             | Porto Rico                  | 0                   |   |                             |                             |  |  |                     |                     |
|  | Egito                       | Porto Rico                  | 0                   | 0 |                             |                             |  |  |                     |                     |
|  | Egito                       | 1 de agosto – 20:00         |                     | 0 |                             |                             |  |  |                     |                     |
|  | Porto Rico                  | 3                           |                     |   |                             |                             |  |  |                     |                     |
|  | Porto Rico                  | 3                           | Porto Rico          | 3 |                             |                             |  |  |                     |                     |
|  | 30 de julho – 20:00         |                             | Porto Rico          | 3 |                             |                             |  |  |                     |                     |
|  |                             | Colômbia                    | 1                   |   | Definição 19º lugar         | Definição 19º lugar         |  |  |                     |                     |
|  | Colômbia                    | Colômbia                    | 1                   | 3 | Definição 19º lugar         | Definição 19º lugar         |  |  |                     |                     |
|  | Colômbia                    |                             | 2 de agosto – 14:00 | 3 |                             |                             |  |  |                     |                     |
|  | Canadá                      | 1                           |                     |   |                             |                             |  |  |                     |                     |
|  | Canadá                      | 1                           | Turquia             | 2 |                             |                             |  |  |                     |                     |
|  |                             |                             |                     |   |                             |                             |  |  |                     |                     |
|  | Colômbia                    | 3                           |                     |   |                             |                             |  |  |                     |                     |
|  | Colômbia                    | 3                           |                     |   |                             |                             |  |  |                     |                     |

### Classificação 21º–23º lugar
|  | Classificação 21º–24º lugar | Classificação 21º–24º lugar |   |                     | Definição 21º lugar | Definição 21º lugar |  |
|  |                             |                             |   |                     |                     |                     |  |
|  | 1 de agosto – 11:00         |                             |   |                     |                     |                     |  |
|  | Tunísia                     | 3                           |   |                     |                     |                     |  |
|  | Argélia                     | 2                           |   |                     |                     |                     |  |
|  |                             |                             |   |                     |                     |                     |  |
|  |                             |                             |   |                     | 2 de agosto – 14:00 |                     |  |
|  |                             |                             |   |                     | Tunísia             | 0                   |  |
|  |                             | Egito                       | 3 |                     |                     |                     |  |
|  |                             |                             |   |                     |                     |                     |  |
|  |                             |                             |   |                     |                     |                     |  |
|  |                             |                             |   |                     | Definição 23º lugar |                     |  |
|  | 1 de agosto – 14:00         | 1 de agosto – 14:00         |   | 2 de agosto – 11:00 | 2 de agosto – 11:00 |                     |  |
|  | Egito                       | 3                           |   | Argélia             | 0                   |                     |  |
|  | Canadá                      | 0                           |   |                     | Canadá              | 3                   |  |

#### Oitavas de final
| Data   | Hora  |               | Placar |                | Set 1 | Set 2 | Set 3 | Set 4 | Set 5 | Total   | Relatório |
| ------ | ----- | ------------- | ------ | -------------- | ----- | ----- | ----- | ----- | ----- | ------- | --------- |
| 30 jul | 11:00 | Espanha       | 3–0    | Argentina      | 25–22 | 25–23 | 27–25 |       |       | 77–70   | Relatório |
| 30 jul | 14:00 | Paquistão     | 2–3    | Polônia        | 25–21 | 23–25 | 25–17 | 21–25 |       | 94–88   | Relatório |
| 30 jul | 14:00 | Bulgária      | 3–2    | Estados Unidos | 25–22 | 25–23 | 20–25 | 14–25 | 16–14 | 100–109 | Relatório |
| 30 jul | 14:00 | Coreia do Sul | 3–0    | China          | 25–22 | 25–19 | 25–22 |       |       | 75–63   | Relatório |
| 30 jul | 17:00 | Itália        | 3–0    | Uzbequistão    | 25–18 | 25–14 | 25–14 |       |       | 75–46   | Relatório |
| 30 jul | 17:00 | França        | 3–0    | Brasil         | 25–18 | 25–22 | 25–21 |       |       | 75–61   | Relatório |
| 30 jul | 20:00 | Bélgica       | 1–3    | Irã            | 19–25 | 25–17 | 19–25 | 20–25 |       | 83–92   | Relatório |
| 30 jul | 20:00 | Finlândia     | 3–0    | Japão          | 25–22 | 27–25 | 25–21 |       |       | 77–68   | Relatório |

#### Quartas de final
| Data  | Hora  |         | Placar |               | Set 1 | Set 2 | Set 3 | Set 4 | Set 5 | Total   | Relatório |
| ----- | ----- | ------- | ------ | ------------- | ----- | ----- | ----- | ----- | ----- | ------- | --------- |
| 1 ago | 11:00 | Polônia | 3–2    | Coreia do Sul | 25–17 | 24–26 | 27–25 | 19–25 | 15–13 | 110–106 | Relatório |
| 1 ago | 14:00 | Espanha | 3–2    | Bulgária      | 24–26 | 19–25 | 25–17 | 25–17 | 15–8  | 108–93  | Relatório |
| 1 ago | 17:00 | Itália  | 1–3    | França        | 22–25 | 25–21 | 30–32 | 18–25 |       | 95–103  | Relatório |
| 1 ago | 20:00 | Irã     | 3–1    | Finlândia     | 30–28 | 21–25 | 25–16 | 25–20 |       | 101–89  | Relatório |

#### Semifinais
| Data  | Hora  |         | Placar |         | Set 1 | Set 2 | Set 3 | Set 4 | Set 5 | Total | Relatório |
| ----- | ----- | ------- | ------ | ------- | ----- | ----- | ----- | ----- | ----- | ----- | --------- |
| 2 ago | 11:00 | Polônia | 3–0    | Espanha | 25–16 | 25–16 | 25–20 |       |       | 75–52 | Relatório |
| 2 ago | 14:00 | França  | 3–1    | Irã     | 14–25 | 25–14 | 25–22 | 25–19 |       | 89–80 | Relatório |

#### Terceiro lugar
| Data  | Hora  |         | Placar |     | Set 1 | Set 2 | Set 3 | Set 4 | Set 5 | Total   | Relatório |
| ----- | ----- | ------- | ------ | --- | ----- | ----- | ----- | ----- | ----- | ------- | --------- |
| 2 ago | 17:00 | Espanha | 3–2    | Irã | 23–25 | 25–23 | 15–25 | 25–21 | 15–10 | 103–104 | Relatório |

#### Final
| Data  | Hora  |         | Placar |        | Set 1 | Set 2 | Set 3 | Set 4 | Set 5 | Total | Relatório |
| ----- | ----- | ------- | ------ | ------ | ----- | ----- | ----- | ----- | ----- | ----- | --------- |
| 3 ago | 20:00 | Polônia | 1–3    | França | 25–22 | 22–25 | 15–25 | 12–25 |       | 74–97 | Relatório |

### 5º – 8º lugar

#### 5º – 8º lugar
| Data  | Hora  |               | Placar |           | Set 1 | Set 2 | Set 3 | Set 4 | Set 5 | Total | Relatório |
| ----- | ----- | ------------- | ------ | --------- | ----- | ----- | ----- | ----- | ----- | ----- | --------- |
| 2 ago | 11:00 | Coreia do Sul | 0–3    | Bulgária  | 17–25 | 23–25 | 21–25 |       |       | 61–75 | Relatório |
| 2 ago | 14:00 | Itália        | 3–0    | Finlândia | 25–19 | 25–20 | 25–23 |       |       | 75–62 | Relatório |

#### Sétimo lugar
| Data  | Hora  |               | Placar |           | Set 1 | Set 2 | Set 3 | Set 4 | Set 5 | Total | Relatório |
| ----- | ----- | ------------- | ------ | --------- | ----- | ----- | ----- | ----- | ----- | ----- | --------- |
| 3 ago | 11:00 | Coreia do Sul | 1–3    | Finlândia | 19–25 | 21–25 | 25–21 | 21–25 |       | 86–96 | Relatório |

#### Quinto lugar
| Data  | Hora  |          | Placar |        | Set 1 | Set 2 | Set 3 | Set 4 | Set 5 | Total | Relatório |
| ----- | ----- | -------- | ------ | ------ | ----- | ----- | ----- | ----- | ----- | ----- | --------- |
| 3 ago | 14:00 | Bulgária | 1–3    | Itália | 25–21 | 19–25 | 19–25 | 20–25 |       | 83–96 | Relatório |

### 9º – 16º lugar

#### 9º – 16º lugar
| Data  | Hora  |             | Placar |                | Set 1 | Set 2 | Set 3 | Set 4 | Set 5 | Total   | Relatório |
| ----- | ----- | ----------- | ------ | -------------- | ----- | ----- | ----- | ----- | ----- | ------- | --------- |
| 1 ago | 11:00 | Paquistão   | 0–3    | China          | 19–25 | 18–25 | 18–25 |       |       | 55–75   | Relatório |
| 1 ago | 14:00 | Argentina   | 3–2    | Estados Unidos | 22–25 | 25–21 | 21–25 | 25–20 | 15–9  | 108–100 | Relatório |
| 1 ago | 17:00 | Uzbequistão | 1–3    | Brasil         | 13–25 | 25–23 | 15–25 | 18–25 |       | 71–98   | Relatório |
| 1 ago | 20:00 | Bélgica     | 3–2    | Japão          | 18–25 | 42–40 | 25–21 | 21–25 | 15–11 | 121–122 | Relatório |

#### 9º – 12º lugar
| Data  | Hora  |        | Placar |           | Set 1 | Set 2 | Set 3 | Set 4 | Set 5 | Total   | Relatório |
| ----- | ----- | ------ | ------ | --------- | ----- | ----- | ----- | ----- | ----- | ------- | --------- |
| 2 ago | 17:00 | China  | 3–2    | Argentina | 21–25 | 23–25 | 25–20 | 35–33 | 15–13 | 119–116 | Relatório |
| 2 ago | 20:00 | Brasil | 3–1    | Bélgica   | 20–25 | 25–23 | 25–16 | 25–16 |       | 95–80   | Relatório |

#### Décimo primeiro lugar
| Data  | Hora  |           | Placar |         | Set 1 | Set 2 | Set 3 | Set 4 | Set 5 | Total | Relatório |
| ----- | ----- | --------- | ------ | ------- | ----- | ----- | ----- | ----- | ----- | ----- | --------- |
| 3 ago | 17:00 | Argentina | 1–3    | Bélgica | 19–25 | 23–25 | 26–24 | 19–25 |       | 87–99 | Relatório |

#### Nono lugar
| Data  | Hora  |       | Placar |        | Set 1 | Set 2 | Set 3 | Set 4 | Set 5 | Total | Relatório |
| ----- | ----- | ----- | ------ | ------ | ----- | ----- | ----- | ----- | ----- | ----- | --------- |
| 3 ago | 20:00 | China | 3–0    | Brasil | 27–25 | 25–21 | 26–24 |       |       | 78–70 | Relatório |

### 13º – 16º lugar

#### 13º – 16º lugar
| Data  | Hora  |             | Placar |                | Set 1 | Set 2 | Set 3 | Set 4 | Set 5 | Total | Relatório |
| ----- | ----- | ----------- | ------ | -------------- | ----- | ----- | ----- | ----- | ----- | ----- | --------- |
| 2 ago | 11:00 | Paquistão   | 3–1    | Estados Unidos | 25–14 | 22–25 | 25–18 | 25–23 |       | 97–80 | Relatório |
| 2 ago | 17:00 | Uzbequistão | 3–1    | Japão          | 14–25 | 25–21 | 25–21 | 25–14 |       | 89–81 | Relatório |

#### Décimo quinto lugar
| Data  | Hora  |                | Placar |       | Set 1 | Set 2 | Set 3 | Set 4 | Set 5 | Total  | Relatório |
| ----- | ----- | -------------- | ------ | ----- | ----- | ----- | ----- | ----- | ----- | ------ | --------- |
| 3 ago | 11:00 | Estados Unidos | 3–2    | Japão | 20–25 | 25–16 | 25–15 | 23–25 | 15–12 | 108–93 | Relatório |

#### Décimo terceiro lugar
| Data  | Hora  |           | Placar |             | Set 1 | Set 2 | Set 3 | Set 4 | Set 5 | Total | Relatório |
| ----- | ----- | --------- | ------ | ----------- | ----- | ----- | ----- | ----- | ----- | ----- | --------- |
| 3 ago | 14:00 | Paquistão | 3–0    | Uzbequistão | 25–18 | 25–19 | 25–18 |       |       | 75–55 | Relatório |

### 17º – 24º lugar

#### 17º – 24º lugar
| Data   | Hora  |          | Placar |            | Set 1 | Set 2 | Set 3 | Set 4 | Set 5 | Total   | Relatório |
| ------ | ----- | -------- | ------ | ---------- | ----- | ----- | ----- | ----- | ----- | ------- | --------- |
| 30 jul | 11:00 | Turquia  | 3–2    | Tunísia    | 24–26 | 25–22 | 25–16 | 22–25 | 15–12 | 111–101 | Relatório |
| 30 jul | 11:00 | Egito    | 0–3    | Porto Rico | 23–25 | 22–25 | 15–25 |       |       | 60–75   | Relatório |
| 30 jul | 17:00 | Argélia  | 0–3    | Cuba       | 19–25 | 23–25 | 12–25 |       |       | 54–75   | Relatório |
| 30 jul | 20:00 | Colômbia | 3–1    | Canadá     | 17–25 | 25–23 | 26–24 | 25–22 |       | 93–94   | Relatório |

#### 21º – 24º lugar
| Data  | Hora  |         | Placar |         | Set 1 | Set 2 | Set 3 | Set 4 | Set 5 | Total  | Relatório |
| ----- | ----- | ------- | ------ | ------- | ----- | ----- | ----- | ----- | ----- | ------ | --------- |
| 1 ago | 11:00 | Tunísia | 3–2    | Argélia | 25–19 | 28–30 | 21–25 | 25–17 | 15–7  | 114–98 | Relatório |
| 1 ago | 14:00 | Egito   | 3–0    | Canadá  | 25–22 | 25–16 | 25–20 |       |       | 75–58  | Relatório |

#### 17º – 20º lugar
| Data  | Hora  |            | Placar |          | Set 1 | Set 2 | Set 3 | Set 4 | Set 5 | Total | Relatório |
| ----- | ----- | ---------- | ------ | -------- | ----- | ----- | ----- | ----- | ----- | ----- | --------- |
| 1 ago | 17:00 | Turquia    | 0–3    | Cuba     | 22–25 | 18–25 | 21–25 |       |       | 61–75 | Relatório |
| 1 ago | 20:00 | Porto Rico | 3–1    | Colômbia | 25–17 | 24–26 | 25–20 | 25–21 |       | 99–84 | Relatório |

#### Vigésimo terceiro lugar
| Data  | Hora  |         | Placar |        | Set 1 | Set 2 | Set 3 | Set 4 | Set 5 | Total | Relatório |
| ----- | ----- | ------- | ------ | ------ | ----- | ----- | ----- | ----- | ----- | ----- | --------- |
| 2 ago | 11:00 | Argélia | 0–3    | Canadá | 21–25 | 21–25 | 28–30 |       |       | 70–80 | Relatório |

#### Vigésimo primeiro lugar
| Data  | Hora  |         | Placar |       | Set 1 | Set 2 | Set 3 | Set 4 | Set 5 | Total | Relatório |
| ----- | ----- | ------- | ------ | ----- | ----- | ----- | ----- | ----- | ----- | ----- | --------- |
| 2 ago | 14:00 | Tunísia | 0–3    | Egito | 18–25 | 18–25 | 21–25 |       |       | 57–75 | Relatório |

#### Décimo nono lugar
| Data  | Hora  |         | Placar |          | Set 1 | Set 2 | Set 3 | Set 4 | Set 5 | Total   | Relatório |
| ----- | ----- | ------- | ------ | -------- | ----- | ----- | ----- | ----- | ----- | ------- | --------- |
| 2 ago | 14:00 | Turquia | 2–3    | Colômbia | 25–20 | 22–25 | 25–20 | 23–25 | 12–15 | 107–105 | Relatório |

#### Décimo sétimo lugar
| Data  | Hora  |      | Placar |            | Set 1 | Set 2 | Set 3 | Set 4 | Set 5 | Total | Relatório |
| ----- | ----- | ---- | ------ | ---------- | ----- | ----- | ----- | ----- | ----- | ----- | --------- |
| 2 ago | 20:00 | Cuba | 3–0    | Porto Rico | 25–23 | 25–22 | 25–20 |       |       | 75–65 | Relatório |

## Classificação final
| Posição | Equipe         |
| ------- | -------------- |
|         | França         |
|         | Polônia        |
|         | Espanha        |
| 4       | Irã            |
| 5       | Itália         |
| 6       | Bulgária       |
| 7       | Finlândia      |
| 8       | Coreia do Sul  |
| 9       | China          |
| 10      | Brasil         |
| 11      | Bélgica        |
| 12      | Argentina      |
| 13      | Paquistão      |
| 14      | Uzbequistão    |
| 15      | Estados Unidos |
| 16      | Japão          |
| 17      | Cuba           |
| 18      | Porto Rico     |
| 19      | Colômbia       |
| 20      | Turquia        |
| 21      | Egito          |
| 22      | Tunísia        |
| 23      | Canadá         |
| 24      | Argélia        |

### Individuais
Os atletas que se destacaram individualmente foramː
| - Most Valuable Player (MVP) Andrej Jokanovic - Melhor oposto César Irache Camacho - Melhor levantador Maciej Made - Melhor líbero Guillaume Respaut | - Melhores ponteiros Andrej Jokanovic Noa Duflos-Rossi - Melhores centrais Tymoteusz Lenik Daniel Iyegbedeko |